# Visconde de Queluz
Visconde de Queluz é um título nobiliárquico criado por D. Pedro I do Brasil, por decreto de 12 de outubro de 1824, a favor de João Severiano Maciel da Costa.
Titulares
1. João Severiano Maciel da Costa (1769–1833) – senador e 3.º presidente provincial da Bahia;
2. João Tavares Maciel da Costa (?–1870) – filho do precedente, primeiro barão de Queluz.